# Villa du docteur Frémont
La villa du docteur Frémont est située à Vichy (France).

## Localisation
La villa est située sur la commune de Vichy, au 7 rue Prunelle, dans le département de l'Allier, en région Auvergne-Rhône-Alpes.

## Description
La villa constitue un exemple de décor intérieur d'une demeure bourgeoise sous la Troisième République. Son intérêt est accentué par sa destination qui était celle d'un cabinet médical dans une ville thermale. Le docteur Frémont recevait des curistes de haut rang et s'était appliqué à avoir un cabinet à la hauteur de ses patients. L'édifice est agrandi en 1885, prenant pour base une villa néo-palladienne. La façade est classique (portique, niches, pilastres). À l'intérieur, le vestibule d'entrée est garni de lambris surmontés d'un décor au pochoir. Des tentures de velours séparent le vestibule de la cage d'escalier. En sous-sol, la cuisine, reliée à l'étage par un passe-plats, a conservé son fourneau Arizzoli. Le petit salon possède un plafond garni d'un décor de stuc, et une cheminée en marbre blanc néo-Louis XVI recouverte d'une garniture en velours rose à fleurs. Au mur, tissu broché de fleurs. Une portière en tissu double le vantail de la porte. La salle à manger est éclairée par une verrière en avancée, bordée d'une guirlande de capucines jaunes à bordure bleue. La cheminée en marbre rouge comporte un rétrécissement à carreaux de faïence à fleurs. Le lambris d'appui, qui revêt les murs, est garni d'un bandeau de tissu encastré, façon tapisserie, représentant des scènes de chasse. Le cabinet de médecine est garni d'un tissu broché ; le plafond a des solives bleues rehaussées de filets d'or ; la cheminée en bois ciré comporte des piédroits à colonne ; le lavabo est niché dans un meuble haut à décor Renaissance. Le grand salon comporte un plafond à caissons à rosace centrale avec décor au pochoir.

## Historique
La villa est inscrite partiellement au titre des monuments historiques par arrêté du 13 août 1991.

## Protection
Éléments protégés : les façades et toitures ; tous les décors et aménagements intérieurs, y compris ceux de la cuisine, du vestibule d'entrée, de l'escalier, du petit salon, de la salle à manger, du cabinet de médecine et du grand salon.